# Indigokronad vaktelduva
Indigokronad vaktelduva (Geotrygon purpurata) är en fågel i familjen duvor inom ordningen duvfåglar.. 

## Utseende och läte
Indigokronad vaktelduva är en liten (22–26 cm) gråaktig duva med tydligt safirblå glans på ovansidan. Den har kungsblå mantel, safirblå övergump, mörk stjärt och bruna vingar med svartaktiga spetsar. Huvudet är gråaktigt med en svart strimma på hakan och indigokronad hjässa. Undersidan är gråaktig. Lätet består av en utdragen serie med mjuka, ihåliga ljud, på engelska återgivet som "whot, WHOO-OO-OIT", med första tonen nästan ohörbar, andra kort, stigande i tonhöjd och tredelad, med sista delen hård.

## Utbredning och systematik
Fågeln återfinns i Colombia och Ecuador. Den behandlas som monotypisk, det vill säga att den inte delas in i några underarter. Tidigare ansågs indigokronad vaktelduva vara en underart till safirvaktelduva och vissa gör det fortfarande.

## Status och hot
Indigokronad vaktelduva har en mycket liten världspopulation bestående av uppskattningsvis endast 600–1 700 vuxna individer. Den tros också minska i antal till följd av habitatförlust. Fågeln är därför upptagen på internationella naturvårdsunionen IUCN:s röda lista över hotade arter, kategoriserad som sårbar (VU).